# Кокур (сорт винограду)
Кокур — балканський сорт винограду. Зеленувато-білий, жовтіючий плід. Використовують для виробництва міцних і десертних вин.
Кокур відносять до пізніх сортів винограду. Починаючи від розпускання бруньок і аж до стиглості ягід минає близько 160-170 днів.
Кокур має низку певних ознак, за якими його можна відрізнити від решти сортів винограду:
1. помітна кучерявість листя;
2. п'яти або дев'ятилопатеве, глибокорозсічене листя;
3. обмежена жилками черешкова виїмка.